# Tabasco
Tabasco je jedna od 31 savezne države Meksika, smještena na jugoistoku države. Površine je 25.267 km² i ima oko 2.000.000 stanovnika. Njezin glavni grad je Villahermosa.
Država se prostire preko obalne ravnice uz Meksički zaljev. Graniči na sjeveru s Meksičkim zaljevom i saveznom državom Campeche, na jugu s državom Chiapas, na istoku s državom Campeche i Republikom Gvatemalom, a na zapadu s državom Veracruz.

## Općine
- Balancán
- Cárdenas
- Centla
- Centro
- Comalcalco
- Cunduacán
- Emiliano Zapata
- Huimanguillo
- Jalapa
- Jalpa de Méndez
- Jonuta
- Macuspana
- Nacajuca
- Paraíso
- Tacotalpa
- Teapa
- Tenosique

## Vanjske poveznice
- Službena stranica (šp.)

### Ostali projekti
|  | Zajednički poslužitelj ima još gradiva o temi Tabasco |